# Henry Hoobin
Henry Frances "Henny" Hoobin (født 15. februar 1879 i Montreal, død 20. juli 1921 smst) var en canadisk lacrossespiller, som deltog i OL 1908 i London.
Hoobins far var en kendt lacrossespiller i 1870'erne og 1880'erne, og han trænede sin søn i sporten, fra han var ganske lille. Henny Hoobin spillede på sin fars hold fra sidst i 1890'erne og blev snart et større navn end sin far. I juni 1907 indstillede han sin karriere på grund af en knæskade, men udsigten til OL-deltagelse fik ham tilbage på banen året efter.
Hoobin blev olympisk mester i lacrosse i 1908 i London. Han var med på det canadiske lacrossehold som vandt konkurrencen. Tre hold var tilmeldt, men Sydafrika trak sig, inden turneringen gik i gang, hvorefter mesterskabet blev afgjort mellem canadierne og det britiske hold. Spillet var ikke helt standardiseret, og der blev spillet efter regler, der var en krydsning mellem de regler, canadierne og briterne kendte. Kampen blev afvekslende med canadierne i front efter de to første quarters med 6-2. Efter pausen spillede briterne bedre og holdt 9-9, hvorved kampen endte 15-11 til canadierne.
Efter OL blev trak han sig endeligt tilbage fra sporten. Han blev optaget i Canadian Lacrosse Hall of Fame i 1966.